# Retinaculum extensorum

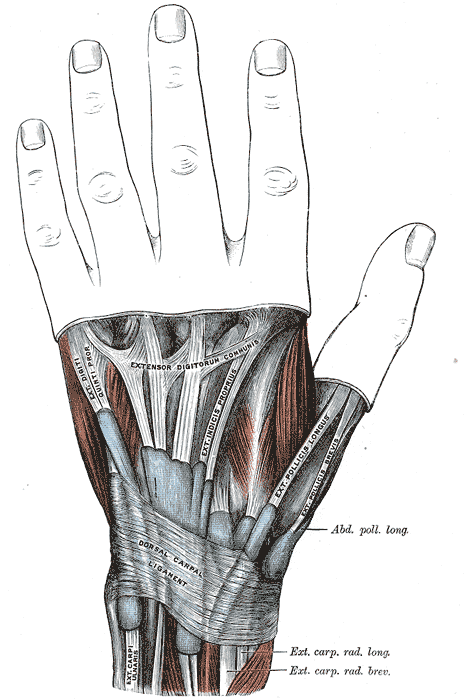
Rücken der linken Hand

Das Retinaculum extensorum ist eine bandähnliche Struktur auf der Handrückenseite (dorsal) am körpernahen (proximalen) Teil des Handgelenks. Sie enthält in sechs Fächern die Sehnen der Streckmuskeln (Extensoren) der Hand, mitsamt ihren Sehnenscheiden. Es stellt das Gegenstück des Retinaculum flexorum auf der Handinnenseite (palmar) dar.
Seine Funktion besteht hauptsächlich in der beweglichen Fixierung der Sehnen der Streckmuskeln. Dadurch wird ein Abheben der Sehnen – ähnlich einem gespannten Bogen – während der Streckung verhindert.
Von radial (zur Speiche hin) nach ulnar (zur Elle hin) handelt es sich um folgende Logen und Sehnen:
- 1. Fach: Musculus abductor pollicis longus, Musculus extensor pollicis brevis
- 2. Fach: Musculus extensor carpi radialis longus, Musculus extensor carpi radialis brevis
- 3. Fach: Musculus extensor pollicis longus
- 4. Fach: Musculus extensor digitorum, Musculus extensor indicis
- 5. Fach: Musculus extensor digiti minimi
- 6. Fach: Musculus extensor carpi ulnaris